# Eilema klapperichi
Eilema klapperichi är en fjärilsart som beskrevs av Daniel 1954. Eilema klapperichi ingår i släktet Eilema och familjen björnspinnare. Inga underarter finns listade i Catalogue of Life.